# Klinikschule
Eine Klinikschule ist eine Schule, in der Kinder und Jugendliche sämtlicher Schulformen unterrichtet werden, deren Behandlung in einem Krankenhaus oder einer medizinisch-therapeutisch vergleichbaren Einrichtung über einen längeren Zeitraum erfolgt. 
Unterricht an einer Klinikschule wird beispielsweise in der Charité seit 1949 erteilt. Klinikschulen unterstehen der Öffentlichen Verwaltung.

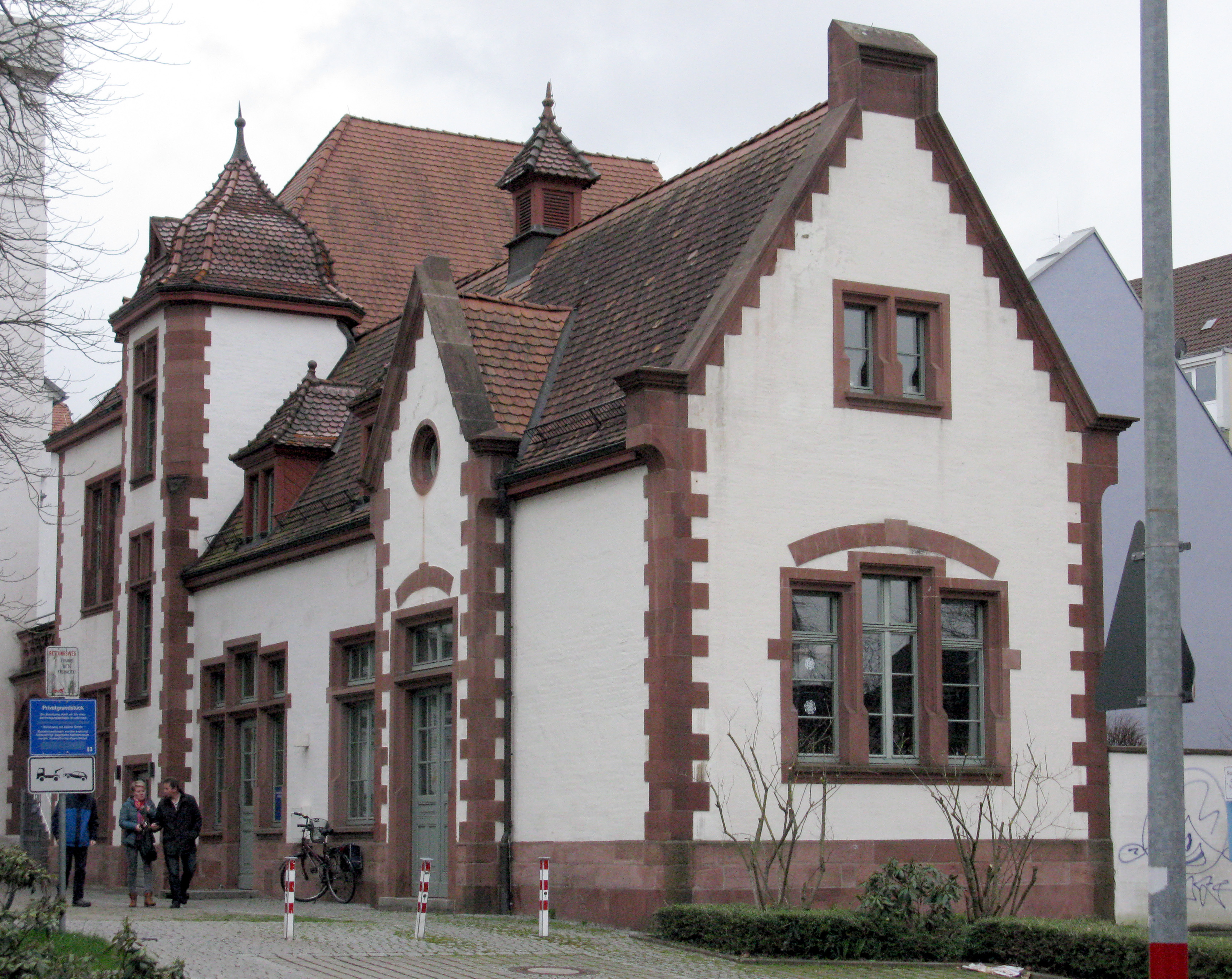
Klinikschule der Universitätsklinik Freiburg

## Schüler
Schüler der Klinikschulen sind vorrangig langfristig Erkrankte, die für mindestens vier Wochen nicht am Unterricht ihrer Schule teilnehmen können. Das Schulverhältnis zur eigentlichen Schule bleibt dabei bestehen. Ein Schulwechsel erfolgt nicht.

## Zielsetzung
Die kranken Schüler sollen individuell stabilisiert und gefördert werden, so dass sie auch bei längerer Abwesenheit von ihrer Schule ohne Brüche in den dortigen Unterricht zurückkehren können. Die Klinikschule unterstützt zudem bei den Kindern und Jugendlichen die Akzeptanz der Erkrankung und den Willen zum Gesundwerden.

## Unterricht
Im Unterricht werden Lerngruppen gebildet und gegebenenfalls Einzelunterricht erteilt.
Gelehrt werden vorrangig Mathematik und Deutsch sowie Fremdsprachen und Naturwissenschaften. Bei Bedarf erfolgt eine sonderpädagogische Förderung. Entsprechend den jeweiligen Bedingungen findet der Unterricht jahrgangsübergreifend statt.
Erteilt wird der Unterricht von Sozialpädagogen oder Lehrkräften, die über ein Lehramt an Allgemeinbildenden Schulen verfügen. „Die Lehrkräfte der Klinikschule stehen zusammen mit den Lehrkräften der Stammschule in Kontakt zu den Eltern.“ Zeitpunkt und Dauer des Unterrichts erfolgen in Abstimmung mit den Ärzten.
Schülern der Klinikschulen können Hausaufgaben erteilt werden. Auch ist es möglich, dass sie in Absprache mit der Stammschule an Klassenarbeiten teilnehmen.
Am Universitätsklinikum Heidelberg werden zum Beispiel pro Jahr etwa 800 bis 900 Schüler beschult. Die meisten von ihnen sind Grundschüler, gefolgt von Gymnasiasten und Realschülern.